# تنفس بیوت

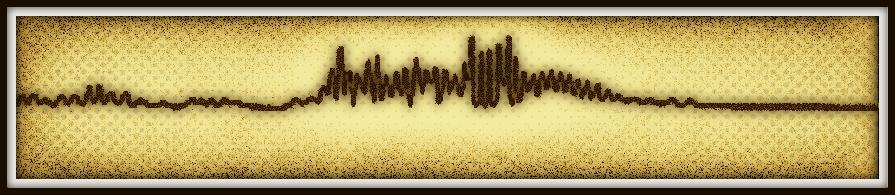
تنفس بیوت

تنفس بیوت (به انگلیسی: Biot's respiration) با تلفظِ صحیحِ تنفس بیو (فرانسوی: Respiration de Biot‎؛ ‏ فرانسوی: [bjo]) یک الگوی غیرطبیعی تنفس است که با یک سری تنفس سریع و سطحی و اپنهٔ غیرمرتب مشخص می‌شود.
تفاوت ان با تنفس شین-استوکس در نبودنِ ریتم طبیعی در آن است.
این بیماری گاهی با تنفس خوشه‌ای (cluster respiration) اشتباه می‌شود.
نام این نشانۀ پزشکی به احترام کاشف آن، کامی بیو انتخاب شده‌است.

## علت
ممکن است به دلیل آسیب رسیدن به مرکز تنفس در پل مغزی بر اثر سکته، ضربه، یا فشار بر روی آن ایجاد شده باشد. مصرف اوپیوئیدها نیز چنین تأثیری دارد. مننژیت نیز می‌تواند در ایجاد آن نقش داشته باشد.